# Ópera da Bastilha
Ópera da Bastilha é uma casa de ópera da cidade de Paris. Foi construída na década de 1980 para substituir a Ópera Garnier, que atualmente abriga apresentações de balé. É a sede oficial da Ópera Nacional de Paris. Têm capacidade atual de abrigar 2.703 pessoas.

## História
Em 1968, surgiu a ideia de erguer uma nova casa de espetáculos em Paris para abrigar a Ópera Nacional. A ideia, que partiu de Pierre Boulez, Maurice Béjart e Jean Vilar, agradou a François Mitterrand. Mitterrand decidiu, então, organizar um concurso para definir o projeto do novo teatro sem nenhuma exigência.
Cerca de 756 pessoas se candidataram, mas o grande vencedor foi Carlos Ott, um arquiteto uruguaio até então pouco famoso. O projeto de Ott incluia 2.723 assentos e acabamento exterior em vidro.
A construção teve início em 1984 com a demolição da Gare de La Bastille, que já estava fechada desde 1969. O prédio foi inaugurado em 1989, durante o 200º aniversário da Tomada da Bastilha. A inauguração contou com um concerto de Georges Prêtre e participação de Teresa Berganza e Plácido Domingo.